# Dioryctria cambiicola
Dioryctria cambiicola is een vlinder uit de familie van de snuitmotten (Pyralidae). De wetenschappelijke naam van de soort is, als Pinipestis cambiicola, voor het eerst geldig gepubliceerd in 1914 door Harrison Gray Dyar. De combinatie in Dioryctria gemaakt door Heinrich in 1965.